# 柏盛座
柏盛座（はくせいざ）は、かつて新潟県柏崎市に存在した映画館である。

## データ
- 劇場所在地：新潟県柏崎市東本町2丁目7-40（旧：柏崎市本町7丁目）
同市の指定文化財である「金砂山円光寺閻魔堂」[1]に隣接していた場所にあった[2]。現在、跡地は駐車場となっている[2]。
越後交通・北越後観光バス「諏訪町1丁目」停留所下車。
  - 座席数：442席（1963年頃[3]）
- 本社所在地：新潟県柏崎市半田1丁目9-26

## 歴史
1912年（明治45年）7月15日、内山友太郎により芝居小屋として開業。1915年（大正4年）4月24日に活動写真が初上映され、1917年（大正6年）8月に映画常設館となる。大正末期の1920年代前半には、当時の柏崎町内の映画館は当館と旭館の2館のみだったが、1929年（昭和4年）8月11日には、柏崎合同運送（現：中村石油）の系列会社である柏崎土地会社が「柏陽館」（後の柏崎松竹館）をオープンしている。
1931年（昭和6年）7月8日、日本発声映画社の主催によるトーキー上映会が行われ、1933年（昭和8年）3月21日には国産トーキー映写機が導入された。 この頃には、旭館はすでになく、当館と柏陽館の2館のみが営業していた。1940年（昭和15年）7月1日、柏崎町は近隣町村合併の末に市制を施行し、柏崎市となる。
戦後は、1950年代に入ってから東宝の封切館となり、館名が「東宝柏盛座」となる。この頃には、柏陽館が松竹館を経て柏崎松竹映画劇場となった他、柏崎文化劇場（後の柏崎東劇）も存在していた。1959年（昭和34年）8月7日には、シバタ興行が柏崎駅前に東映系封切館「柏崎東映」（後にセントラル劇場と改称）を開業している。
1976年（昭和51年）、建物を全面改築し、「柏盛座」と「みゆき座」の2館体制に移行。フリー館に転向し数々の作品を上映してきた。柏崎市出身の映画監督・杉田愉は、小学生時代によく柏盛座に通っていたという。1980年（昭和55年）11月22日にセントラル劇場が閉館。同市内の映画館は柏盛座のみとなる。 
しかし平成に入って以降、レンタルビデオの普及や同県内に相次いで開業したシネコンの影響に加え、当時の社長の高齢化も重なり1999年（平成11年）10月31日をもって閉館し、77年の歴史に幕を閉じた。会社自体は本社機能を同市半田1丁目9-26に移転し、現在は同市内や近郊の映画上映会業務が主となっている。
当館閉館から半年後の2000年（平成12年）4月28日、同市東本町1丁目の「モーリエ3ビル」1階にビデオシアター「柏崎シネマ」がオープンしたが、ビデオシアター事業の撤退もあり5年半後の2005年（平成17年）9月30日で閉館。これ以降柏崎市内に映画館は皆無となっている。